# Schlacht bei Coulmiers
Weißenburg – Spichern – Wörth – Colombey – Straßburg – Toul – Mars-la-Tour – Gravelotte – Metz – Beaumont – Noisseville – Sedan – Sceaux – Chevilly – Bellevue – Artenay – Châtillon – Châteaudun – Le Bourget – Coulmiers – Amiens – Beaune-la-Rolande – Villepion – Loigny und Poupry – Orléans – Villiers – Beaugency – Nuits – Hallue – Bapaume – Villersexel – Le Mans – Lisaine – Saint-Quentin – Buzenval – Paris – Belfort
Die Schlacht bei Coulmiers war ein Gefecht zwischen einem bayerischen Korps und französischen Einheiten während des Deutsch-Französischen Krieges am 9. November 1870 und endete mit einem französischen Sieg.

## Ausgangslage
Während der Belagerung von Paris war es Aufgabe der Armeeabteilung unter General von der Tann, die Belagerungstruppen gegen die neu aufgestellte Loirearmee abzusichern. Die Armeeabteilung bestand aus dem 1. Bayerischen Korps, der 22. Division und einigen Kavallerieeinheiten, nämlich der 2., 4. und 6. Kavallerie-Division.

### Situation der bayerischen Truppen

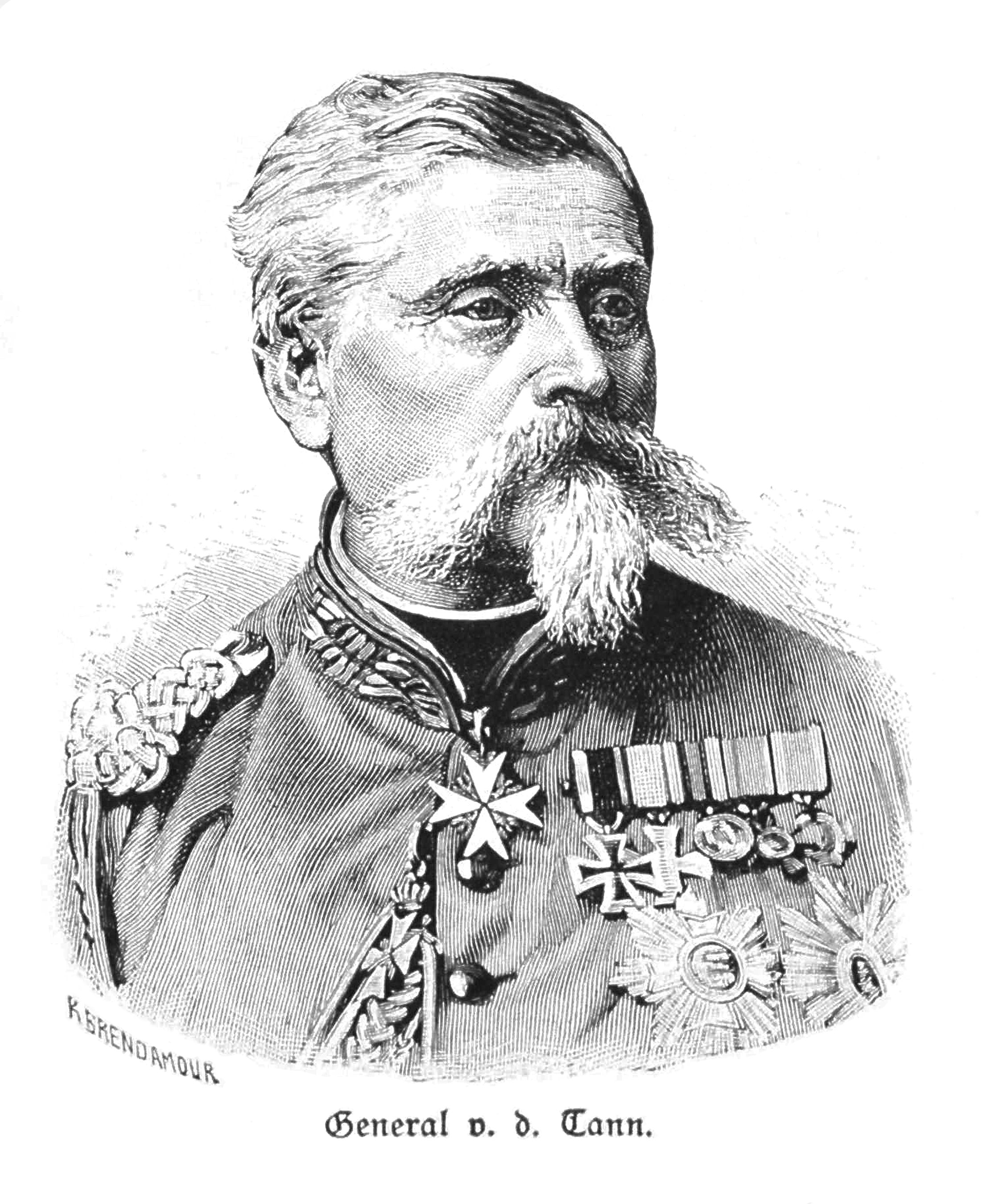
Ludwig von der Tann-Rathsamhausen

Nach einem bayerischen Sieg im Gefecht bei Artenay zogen sich die Franzosen zurück, und die bayerischen Truppen konnten am 11. Oktober Orléans einnehmen. Vorhuten stießen bis weit über die Loire vor. Die 22. Division (General Ludwig von Wittich) und die 4. Kavallerie-Division wurden aber wieder nach Paris zur Unterstützung der Belagerungstruppen abgezogen und nahmen dabei am 18. Oktober Châteaudun und am 21. Oktober Chartres ein. General von der Tanns Truppen im Raum Orléans zählten etwa 26.000 Mann, für das folgende Gefecht standen den Bayern 14.543 Mann, 4.450 Reiter und 110 Geschütze zur Verfügung.

### Situation der französischen Truppen
Den in und um Orléans stehenden deutschen Truppen standen an der Loire die neu zusammengezogenen Verbände der Loirearmee gegenüber. Diese erhielten ununterbrochen Zulauf von Kriegsfreiwilligen und waren bis Ende Oktober 1870 auf bis zu 200.000 Mann angewachsen, davon waren 120.000 Soldaten grundsätzlich einsatzbereit. Größere Probleme ergaben sich für die Franzosen aus der mangelnden Ausbildung der Freiwilligen und dem großen Mangel an Unteroffizieren und Offizieren. Die Ausbildung der Soldaten wurde jedoch mit großem Nachdruck vorangetrieben. Waffen und Ausrüstung standen in dieser Phase des Krieges noch in größerem Umfang zur Verfügung.
In dieser Schlacht zeigte sich zum ersten Mal eine Änderung in der französischen Taktik, insbesondere was die Verwendung der Artillerie betraf. Die französische Rheinarmee hatte sich fast völlig auf das überlegene Feuer der Infanterie verlassen. Im Versuch, die erfolgreichen deutschen Taktiken zu übernehmen, wurde vorhandene Artillerie wesentlich massiver und aus kürzerer Entfernung eingesetzt. Hinzu kam auch eine verbesserte Ausstattung gerade mit schweren Geschützen. So verfügten die Franzosen hier über eine größere Anzahl von 12-cm-Kanonen, die bisher nur auf Schiffen zum Einsatz gekommen waren. Ebenfalls wurden hier zum ersten Mal Feldkanonen aus Großbritannien eingesetzt, die von der neuen französischen Regierung im Oktober bestellt worden waren. Mit dieser Artillerie wurden insbesondere den im Wald von Montapipeau verschanzten Bayern schwere Verluste zugefügt.
Was die Ausrüstung der Infanterie betraf, so verfügten die Franzosen neben dem Chassepotgewehr auch über tausende von Enfield- und Springfield-Gewehren aus England und den USA.
Die in der Schlacht verwundeten französischen Soldaten konnten kaum medizinisch versorgt werden, da die Loirearmee nicht über ausreichende medizinische Versorgung verfügte.

### Aufmarsch zur Schlacht

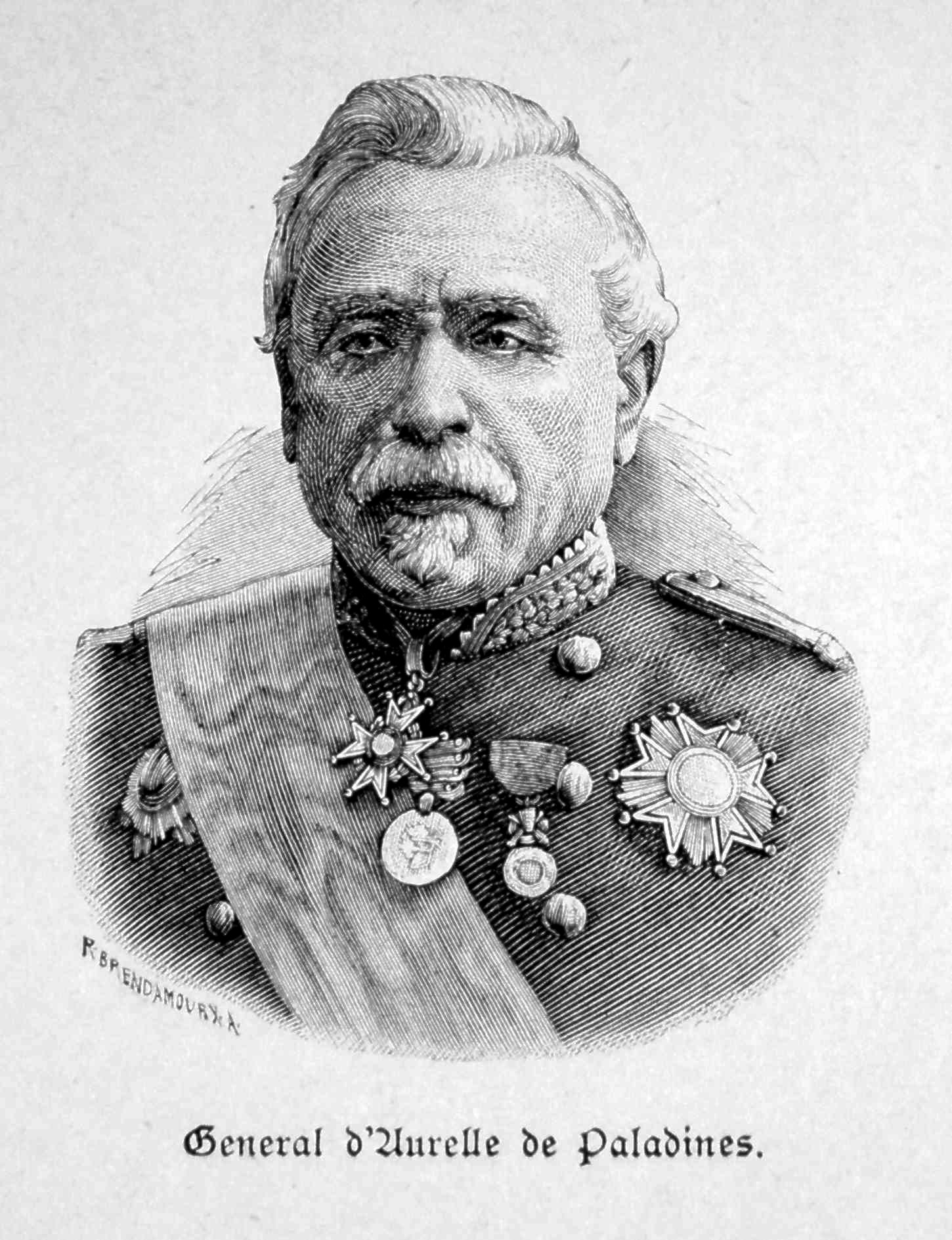
General d’Aurelle de Paladines

General d’Aurelle de Paladines hatte Anfang November 1870 etwa 75.000 Soldaten und 160 Geschütze zur Verfügung und unternahm mit diesen einen Vorstoß in Richtung Orléans. Ziel war es, das isolierte bayerische Korps in Orléans zu vernichten und die Stadt dann zur Basis für den Entsatz von Paris auszubauen. Die Einheiten wurden aber bereits am 7. November von deutscher Kavallerie bemerkt, und es wurden entsprechende Maßnahmen ergriffen.
Am 8. November erreichte der Vormarsch der Franzosen mit dem rechten Flügel Messas und Meung und mit dem linken Flügel Ouzuer, das XV. Corps unter General de La Motte-Rouge sollte rechts gegen den Mauvebach, das XVI. Corps unter General Chanzy direkt auf Coulmiers vorgehen.
Orléans wurde in der Nacht vom 8. auf den 9. November von den Bayern geräumt, der größte Teil der Truppen (ca. 23.000 Mann) bezog eine Position im Raum Coulmiers, wo es am nächsten Tag bei kaltem und windigem Wetter zur Schlacht kam. General von der Tann war sicher, dass sein schwaches Korps besser manövrieren würde als die große, aber schlecht ausgebildete und unerfahrene Loirearmee.

## Gefecht vom 9. November 1870
Die bayerischen Truppen stellten sich vom Ort Saint-Péravy-la-Colombe entlang der Straße nach Châteaudun über Coulmiers bis nach La Renardière auf. Die Franzosen griffen am frühen Vormittag aus Richtung Südwest an und hatten zuerst mit ihrem rechten Flügel Kontakt. Unmittelbar nach den ersten Kontakten machten große Teile der französischen Armee eine Schwenkung und griffen im Zentrum und auf dem Flügel an. Bedingt durch eine recht weit aufgefächerte Marschformation dauerte es jedoch einige Zeit, bis alle Einheiten in den Kampf eingreifen konnten.
Beim ersten Angriff im Zentrum gegen 13:30 Uhr gelang es den französischen Truppen, sehr nahe an die Bayern heranzukommen, die bereits ihre Munition verbraucht hatten. Die Bayern wurden hier von der Artillerie gerettet, die auf kurze Entfernung heranging und den Angriff zurückschlug. Ein zweiter Angriff erfolgte gegen 15 Uhr mit sieben französischen Regimentern gegen ein einzelnes isoliertes bayerisches Regiment. Die Division von Admiral Jean Jauréguiberry griff aus Richtung Gémigny und Cheminiers an. Wiederum gelang es den Franzosen nicht, ihren Angriff richtig zu koordinieren, dies gab ihren Gegnern immer wieder Zeit, an den entscheidenden Punkten für Verstärkung zu sorgen und die nacheinander angreifenden Regimenter mit sogenanntem Schnellfeuer zu vertreiben.
Nach diesem gescheiterten Angriff zogen sich die Mobilgarden ungeordnet zurück. Es gelang den französischen Offizieren nur unter großen Mühen und mit Hilfe der wenigen regulären Einheiten, die Ordnung wiederherzustellen und den nächsten Angriff vorzubereiten.
Trotz der zahlenmäßigen Überlegenheit konnten die Franzosen die Bayern nicht aus ihren Stellungen vertreiben. Die französische Kavallerie unter dem Befehl von General Reyau stand zu weit im Westen, sodass eine mögliche Umfassung des rechten Flügels der Bayern lange unterblieb.
Als es der französischen Infanterie endlich gelang, Coulmiers zu stürmen, musste sich von der Tann zurückziehen. Den Ort selbst hatte er bereits vor diesem letzten Angriff geräumt, um einer hier drohenden Umfassung zu entgehen. Dies war der Beginn des Rückzugs der Bayern. Jetzt begann bereits die Dämmerung, und der Rückzug gelang ohne Verfolgung. Die Bayern gingen geordnet bis über Saint-Péravy-la-Colombe auf Toury zurück. Zur Vereinigung mit weiteren deutschen Verbänden erfolgte dann der weitere Rückzug nach Angerville.
Die noch in Orléans zurückgebliebene Garnison mit einer Gesamtstärke von ca. 2.500 Mann musste sich ebenfalls zurückziehen, dabei war es nicht mehr möglich, die Kranken und Verwundeten mitzuführen. Dies führte zur hohen Zahl von Gefangenen, ca. 800 bis 1.000 Mann, je nach Quelle. Die Franzosen befreiten in Orléans auch ca. 2.000 eigene Kriegsgefangene. Auch fiel ihnen ein Munitionstrupp mit zwei Geschützen in die Hand.
Die Franzosen unterließen die Verfolgung durch die Kavallerie ebenso wie einen weiteren Vormarsch auf Paris.

## Folgen
In Angerville trafen sich am 12. November das bayerische Korps mit der vor einiger Zeit abgezogenen 22. Division sowie weiteren Einheiten, die nach den Kapitulationen von Toul, Straßburg und Metz frei geworden waren. Diese neu gebildete Armeeabteilung stand unter dem Oberbefehl von Friedrich Franz II. von Mecklenburg-Schwerin. Der Verband hatte eine Gesamtstärke von über 65.000 Mann mit 232 Geschützen. Vorläufig gehörten der Armeegruppe das III., das IX. und das X. Korps sowie eine zusätzliche Kavalleriedivision von der Zweiten Armee an. General von der Tann wurde zurückgestuft zum Befehlshaber eines Armee-Korps.
General d’Aurelle de Paladines weigerte sich, weiter auf Paris vorzugehen, bevor nicht die Ausbildung seiner Truppen abgeschlossen sei. Er beantragte für sich selbst nach seinem Sieg eine Verdoppelung der Bezüge, und Gambetta entsprach diesem Wunsch. In Paris wurde auf die Nachricht vom Sieg die Stadt mit der Trikolore geschmückt.
In den folgenden Tagen und Wochen wurde Orléans durch Tausende von Soldaten befestigt. Die Nordseite der Loire wurde so zu einem Brückenkopf ausgebaut. Dazu gehörte schwere Schiffsartillerie und auch die Befestigung von Gebäuden. Zusammen mit diesen Befestigungsarbeiten versuchten die französischen Generäle, die Disziplin ihrer Truppen zu festigen. Während dabei General de La Motte-Rouge versuchte, das Vertrauen der Soldaten zu erreichen – seine Offiziere sollten die Namen der Soldaten lernen und mit den Soldaten über deren Familien sprechen –, verhängte General Barry für Insubordination mehrere Dutzend Todesurteile.

## Behandlung der deutschen Kriegsgefangenen
Die deutschen Gefangenen wurden anfangs nicht als Kranke und Verwundete behandelt, sondern als normale Kriegsgefangene. Die hohe Anzahl an Kriegsgefangenen wurde von der französischen Regierung als Zeichen für den Sieg öffentlichkeitswirksam genutzt. Die mangelnde medizinische Versorgung führte zu einer größeren Anzahl an Sterbefällen, bis auch auf französischen Protest durch die Lagerkommandanten, lokale Ärzte und zivile Stellen viele der Erkrankten in Hospitäler verlegt wurden, wo eine bessere Versorgung sichergestellt werden konnte.